# Woman in Chains
Woman in Chains ist ein Lied der britischen Band Tears for Fears aus dem Jahr 1989.

## Entstehung und Inhalt
Die Pop-Rock-Ballade wurde von Roland Orzabal geschrieben. Bei der Studioversion ist Phil Collins am Schlagzeug zu hören. „Tears for Fears wollte nur, dass ich dieses große Schlagzeug-Ding aus In the Air Tonight mache…“, erinnerte sich Collins. „Wir möchten, dass du hier in großem Stil mit dazukommst.“
Woman in Chains wurde als Duett mit Oleta Adams aufgenommen und markierte zugleich den Beginn der Solokarriere letzterer. Roland Orzabal erklärte im Melody Maker den Ausgangspunkt für den Text, der darin liegt, dass Frauen ihre Ketten verlieren sollen: „Ich habe damals feministische Literatur gelesen und festgestellt, dass es heute noch Gesellschaften auf der Welt gibt, die nicht patriarchalisch sind. Dort ist der Mann nicht oben und die Frau unten. Sie sind ‚matricentric‘ – sie haben die Frau im Zentrum, und diese Gesellschaften sind viel weniger gewalttätig, viel weniger gierig und es gibt im Allgemeinen weniger Feindseligkeit... aber in dem Lied geht es auch darum, wie Männer traditionell sind, wie sie die weibliche Seite ihres Charakters herunterspielen und wie sowohl Männer als auch Frauen darunter leiden... Ich denke, Männer in einer patriarchalischen Gesellschaft sind auch ein bisschen verloren - okay, vielleicht wird uns gesagt, dass wir die Kontrolle haben, aber es gibt auch eine Menge Dinge, die wir verpassen, die Frauen sein dürfen.“

## Veröffentlichung
Die Erstveröffentlichung von Woman in Chains erfolgte als Teil von The Seeds of Love bei Fontana Records am 25. September 1989 (Katalognummer: 838 730-1), dem dritten Studioalbum von Tears for Fears. Am 6. November 1989 wurde das Lied als zweite Single aus dem Album ausgekoppelt. Diese erschien zeitgleich als 7″-Single mit der B-Seite Always in the Past (Katalognummer: IDEA 13 / 876 248-7) sowie als 12″-Single, die um den Titel My Life in the Suicide Ranks sowie einem Instrumental erweitert wurde (Katalognummer: IDEAT 13 / 876 249-1).
Das Stück wurde im April 1992 erneut als Single veröffentlicht – mit einer anderen B-Seite und jetzt auch als „Tears for Fears featuring Oleta Adams“ betitelt (Katalognummer: IDEA 16 / 868 754-7), den Soloerfolg der Sängerin würdigend und um die Tears-for-Fears-Kompilation Tears Roll Down (Greatest Hits 82–92) zu bewerben. Es erschien auch auf dem Soundtrack des Films Boxing Helena von 1993.

## Musikvideo
Das Video unter der Regie von Andy Morahan wurde in Schwarzweiß gedreht. Es handelt von einer von Missbrauch bestimmten Beziehung zwischen einem Mann (einem Boxer) und einer Frau (einer Pole-Tänzerin, gespielt von Angela Alvarado), durchsetzt mit Aufnahmen der Band und der Gastsängerin Oleta Adams, die das Lied aufführt. Chris Hughes ist am Schlagzeug zu sehen. Das Musikvideo wurde bei YouTube mehr als 99 Millionen Mal abgerufen (Stand: Mai 2025).

## Kommerzieller Erfolg

### Chartplatzierungen
Woman in Chains avancierte zum Top-10-Hit in Polen, wo es Rang fünf erreichte. Darüber hinaus erreichte es Top-20-Platierungen in den Niederlanden (Rang 12) und Frankreich (Rang 20) sowie Chartplatzierungen in Großbritannien (Rang 26), Belgien (Rang 32), Neuseeland (Rang 34), den Vereinigten Staaten (Rang 36), Australien (Rang 39) oder auch Deutschland (Rang 45).
| ChartsChartplatzierungen       | Höchstplatzierung | Wochen |
| ------------------------------ | ----------------- | ------ |
| Deutschland (GfK)              | 45 (11 Wo.)       | 11     |
| Vereinigte Staaten (Billboard) | 36 (14 Wo.)       | 14     |
| Vereinigtes Königreich (OCC)   | 26 (10 Wo.)       | 10     |

### Auszeichnungen für Musikverkäufe
| Land/Region                  | Auszeichnungen für Musikverkäufe (Land/Region, Auszeichnung, Verkäufe) | Verkäufe |
| ---------------------------- | ---------------------------------------------------------------------- | -------- |
| Brasilien (PMB)              | Gold                                                                   | 30.000   |
| Vereinigtes Königreich (BPI) | Silber                                                                 | 200.000  |
| Insgesamt                    | 1× Silber · 1× Gold ·                                                  | 230.000  |

## Coverversionen
Das Lied wurde auf der S.A.S.-Single So Free mit Cam’ron und auf Uneasy Listening Vol. 1 von DJ Z-Trip und DJ P gesampelt.